# Ángel Fournier
Ángel Fournier (ur. 31 grudnia 1987 w Guantánamo, zm. 16 marca 2023) – kubański wioślarz, wicemistrz świata w jedynce z Chungju. Reprezentant Kuby w wioślarskiej czwórce podwójnej podczas Letnich Igrzysk Olimpijskich w Pekinie.

## Osiągnięcia
- Mistrzostwa świata – Monachium 2007 – czwórka podwójna – 11. miejsce[1].
- Igrzyska olimpijskie – Pekin 2008 – czwórka podwójna – 12. miejsce[1].
- Mistrzostwa świata – Poznań 2009 – jedynka – 10. miejsce.
- Mistrzostwa świata – Chungju 2013 – jedynka – 2. miejsce[2].
- Mistrzostwa świata – Amsterdam 2014 – jedynka – 3. miejsce.